# 圣旺勒潘
圣旺勒潘（法語：Saint-Ouen-le-Pin，法語發音：[sɛ̃.t‿wɛ̃ lə pɛ̃] ⓘ）是法国卡尔瓦多斯省的一个市镇，属于利雪区。

## 地理
圣旺勒潘（49°8'53"N, 0°6'24"E）面积5.59 平方千米，位于法国诺曼底大区卡爾瓦多斯省，该省份为法国西北部沿海省份，北濒大西洋英吉利海峡，东北与滨海塞纳省以海上边界相接，东临厄尔省，南至奧恩省，西与芒什省接壤。
与圣旺勒潘接壤的市镇（或旧市镇、城区）包括：康布勒梅尔、拉乌布洛尼耶尔、马内尔布、欧日地区蒙特勒伊、勒普雷多日、康布勒梅尔。

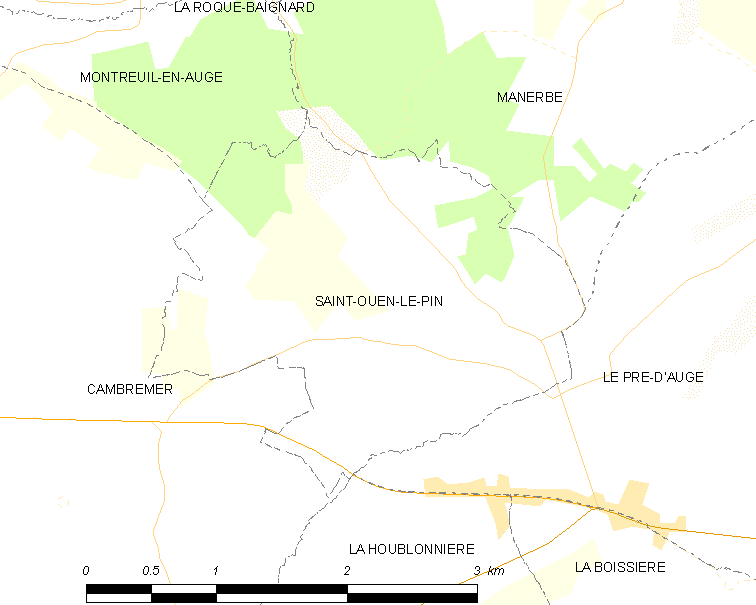
圣旺勒潘的OSM定位图

圣旺勒潘的时区为UTC+01:00、UTC+02:00（夏令时）。

## 行政
圣旺勒潘的邮政编码为14340，INSEE市镇编码为14639。

## 政治
圣旺勒潘所属的省级选区为梅济东瓦莱多日县。

## 人口

1962-2008年间圣旺勒潘人口变化图示

圣旺勒潘于2022年1月1日时的人口数量为256人。